# Tempestade Filomena
A tempestade Filomena é uma tempestade de vento europeia nomeada pela Agência Estatal de Meteorologia (AEMET) espanhola e a sexta borrasca nomeada pelo Grupo Sudoeste europeu pertencente à temporada de 2020-2021 de tempestades profundas europeias, que afectou em maior medida a Espanha entre 6 e 11 de janeiro.
Filomena apresentou-se como uma frente quente no centro do Atlântico norte, mas deslocando-se para o este, em direcção à península Ibérica e Baleares. A AEMET emitiu a 5 de janeiro de 2021 um aviso por temporal de vento, mar e chuvas nas Canárias, Ceuta e sul de Andaluzia bem como de nevadas copiosas em amplas zonas do interior peninsular, inclusive em cotas relativamente baixas. Estas nevadas estariam causadas pela interacção do ar quente e húmido da frente com uma massa de ar bem mais fria presente à península Ibérica.
A AEMET emitiu avisos vermelhos em várias províncias do interior peninsular: Madrid, Guadalajara, Toledo, Cuenca, Albacete, Teruel e Saragoça, bem como o interior da Comunidade Valenciana e Catalunha. Os avisos laranjas por fortes chuvas activaram-se nas províncias de Almeria, Cádis e Málaga.

## Desenvolvimento
Começou como um sistema que posteriormente se dividiu em dois e afectou a Espanha e, em menor medida, a Portugal de 6 a 11 de janeiro.
A borrasca entrou na Espanha pelas ilhas Canárias, onde deixou sentir o impacto mais forte do vento, com rajadas a mais de 130 km/h em zonas altas de Tenerife. A chuva deixou acumulados de 31 litros por metros quadrado no município de Candelaria, 29 em San Juan de la Rambla, ou 22 em Porto da Cruz. Ademais, pintou de cinza a montanha do Teide e o Roque dos Rapazs em La Palma.

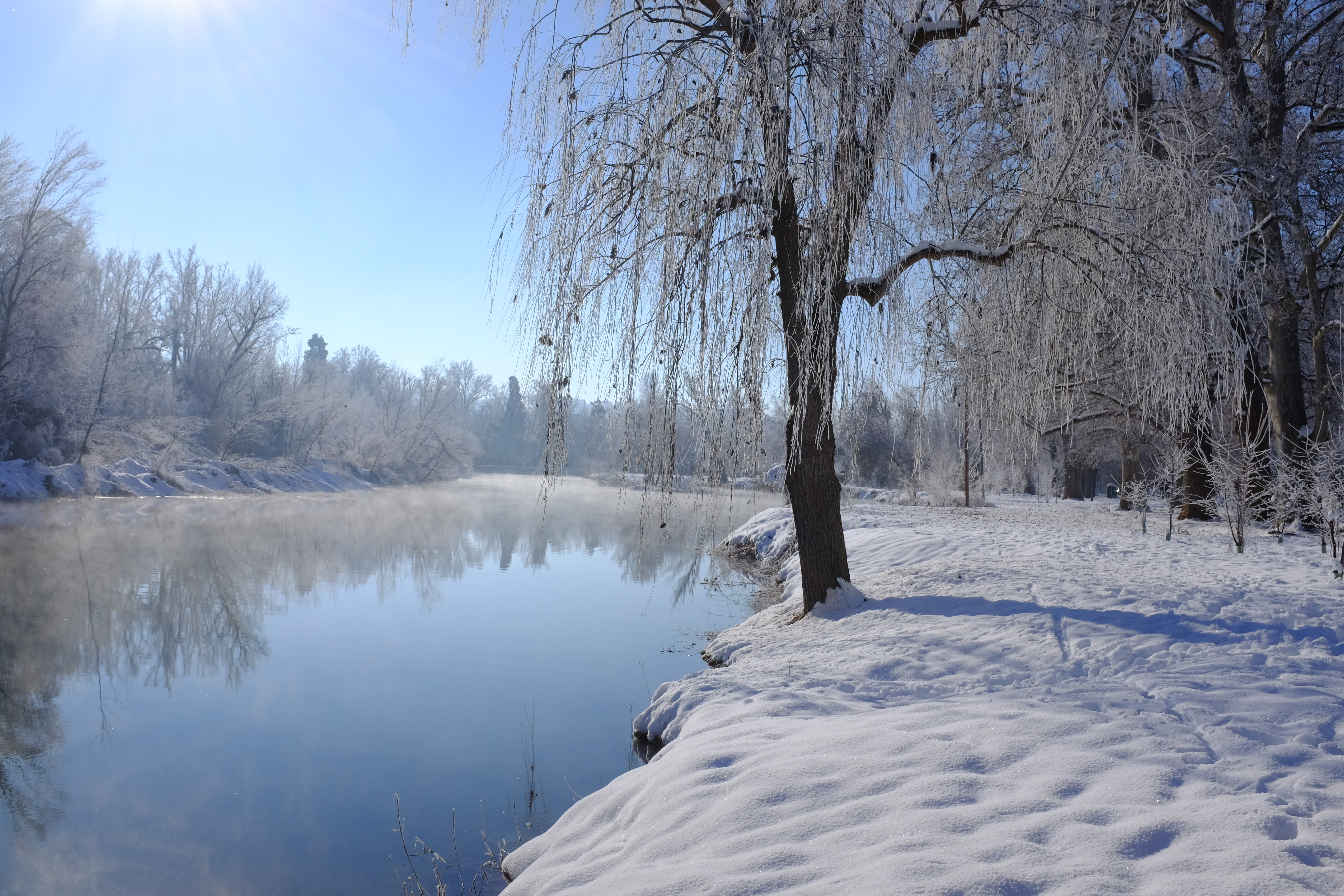
Rio Tejo em Aranjuez

Cerca da costa da península Ibérica, produziram-se rajadas de vento de até 80 km/h, bem como de 2,5 a 5,1 cm de chuva, com grandes inundações na província de Málaga. Em áreas do interior peninsular e em elevações altas, produziram-se nevadas de até 60 cm, sepultando as cidades de Madrid, Toledo, Albacete, Cuenca, Guadalajara, Teruel, Sória e Saragoça. Segundo a AEMET, Filomena foi a maior tempestade de neve em Espanha desde 1971. Nas montanhas, rajadas de vento de até 121 km/h acompanharam os grandes totais de neve. Devido à quantidade de neve sem precedentes, alguns automobilistas desprevenidos ficaram presos nas estradas durante horas, suspenderam-se os serviços de transporte público em superfície e produziram-se multidão de danos materiais com afundamentos de estruturas, rompimento de ramos e quedas de árvores, com mais de 150 000 unidades afectadas, segundo alguns cálculos preliminares.
A borrasca deixou sem fornecimento elétrico a multidão de aldeias das comunidades de Madri, Castela-Mancha e Catalunha. Em Villamuelas (Toledo), alguns vizinhos sem luz, água quente e aqucimento depois de três dias, começaram a utilizar os seus próprios carros para aquecer-se.
Reportaram-se sete mortes; dois em Málaga pelas inundações, cinco sem abrigo que morreram por hipotermia (dois em Barcelona e um respectivamente em Madri, Calatayud e Cádis).
A partir de 11 de janeiro, o sistema debilitou-se abandonando Espanha pelo nordeste peninsular. No entanto, já passada a borrasca, se sucedeu uma onda de frio com registos de até -15 °C em áreas do interior peninsular, com o conseguente risco pela formação de placas de gelo, a incomunicação e a falta de fornecimento em muitas das aldeias e cidades.

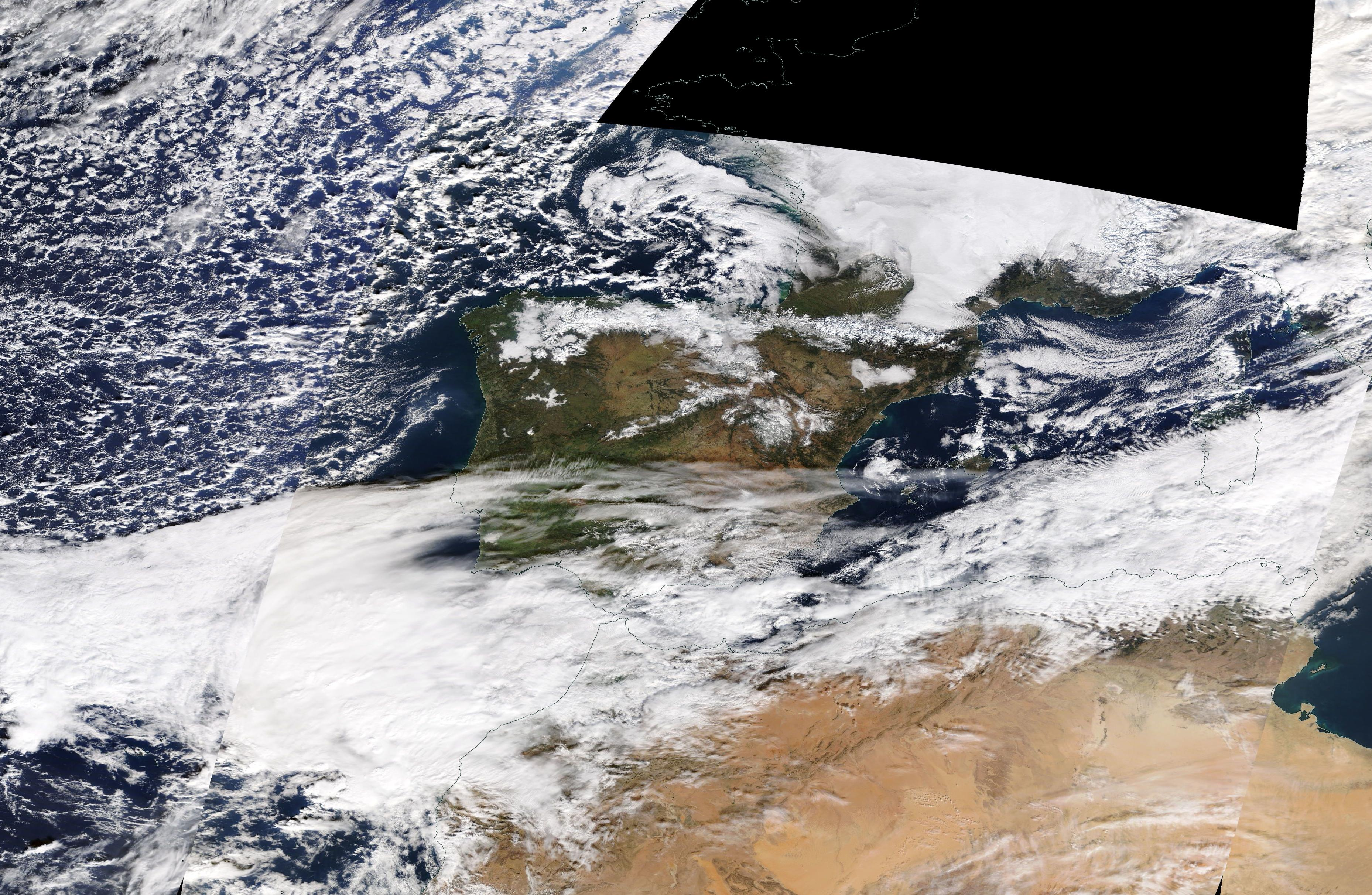
6 de janeiro
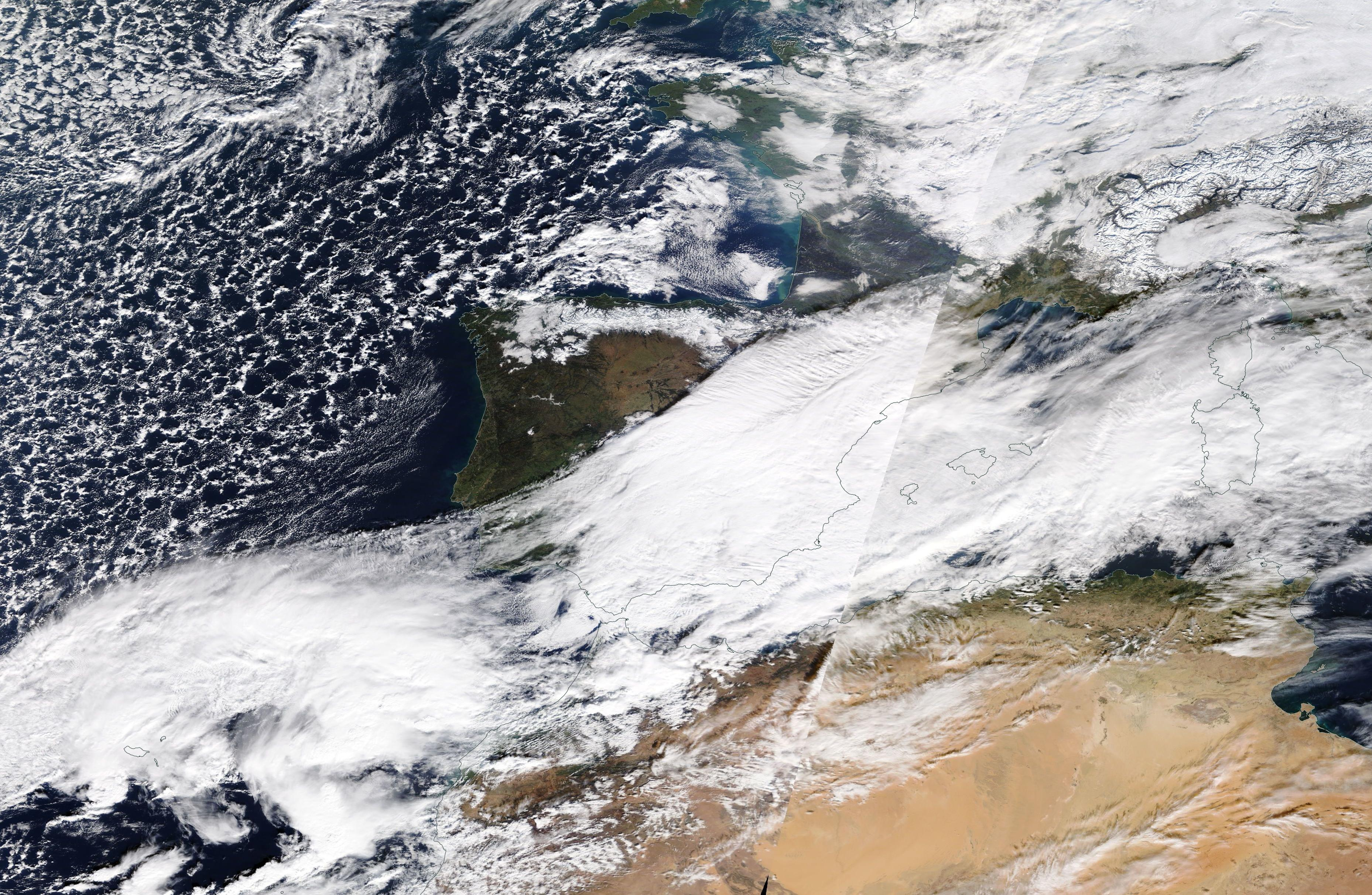
7 de janeiro
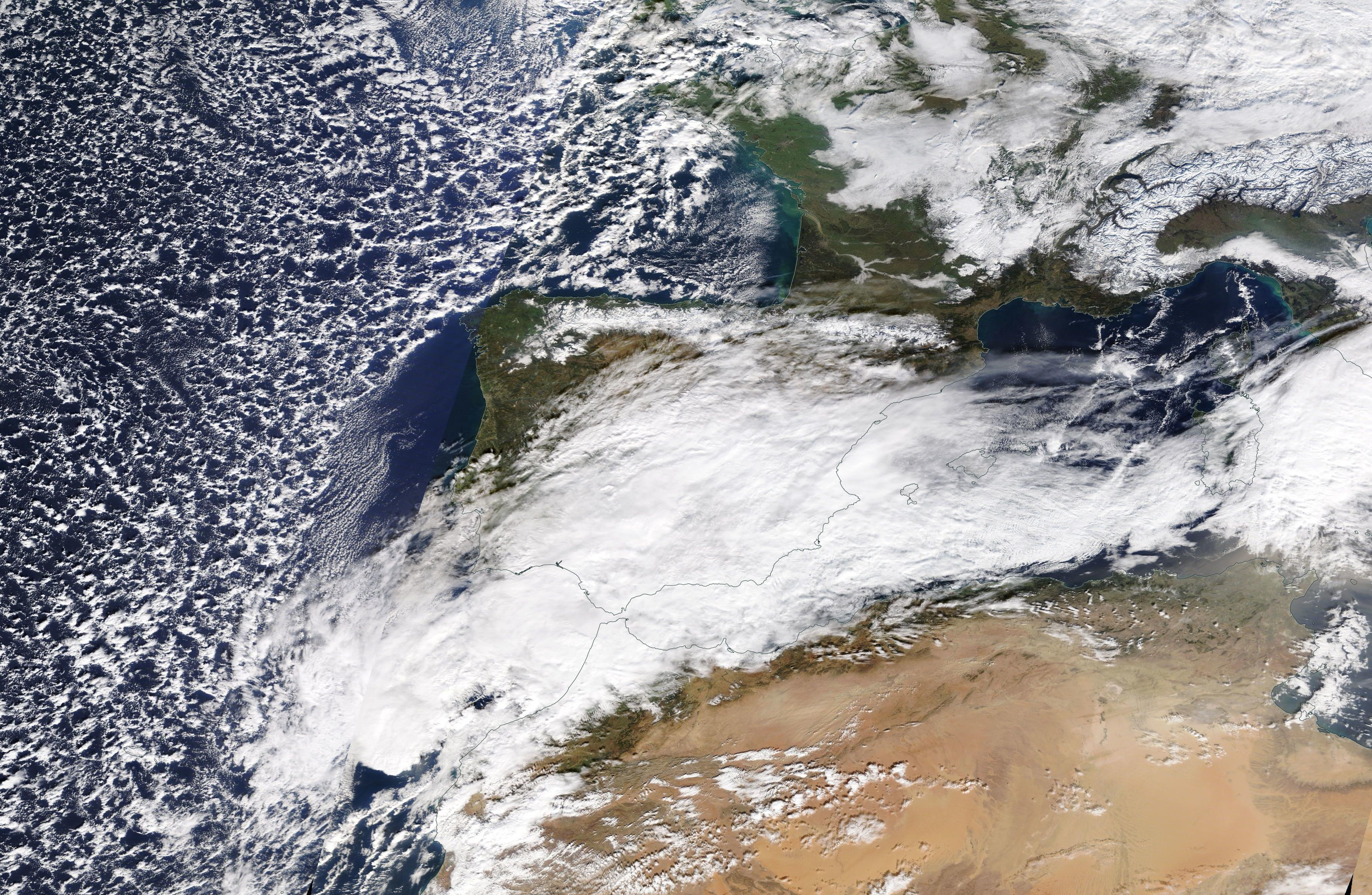
8 de janeiro
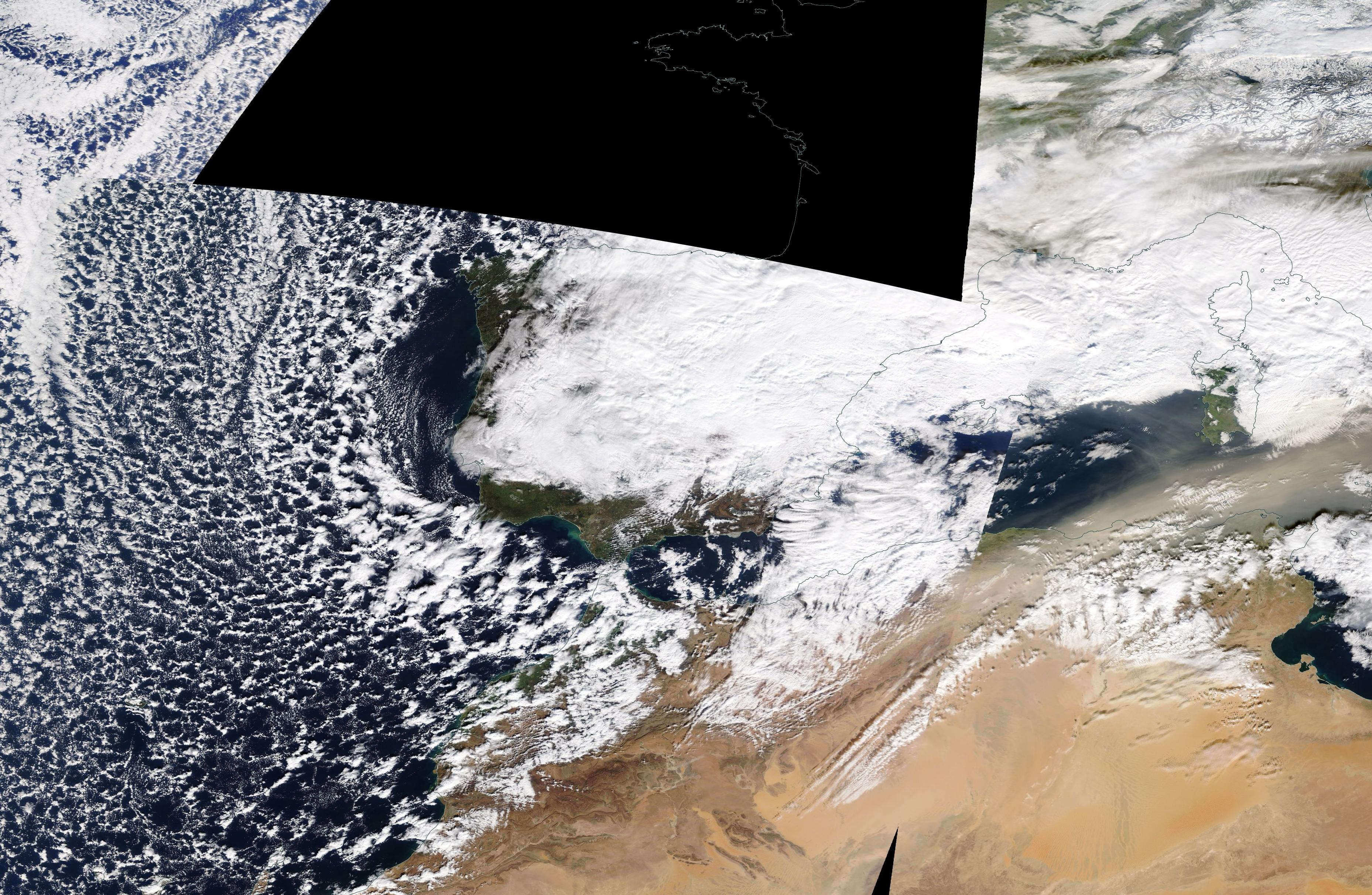
9 de janeiro
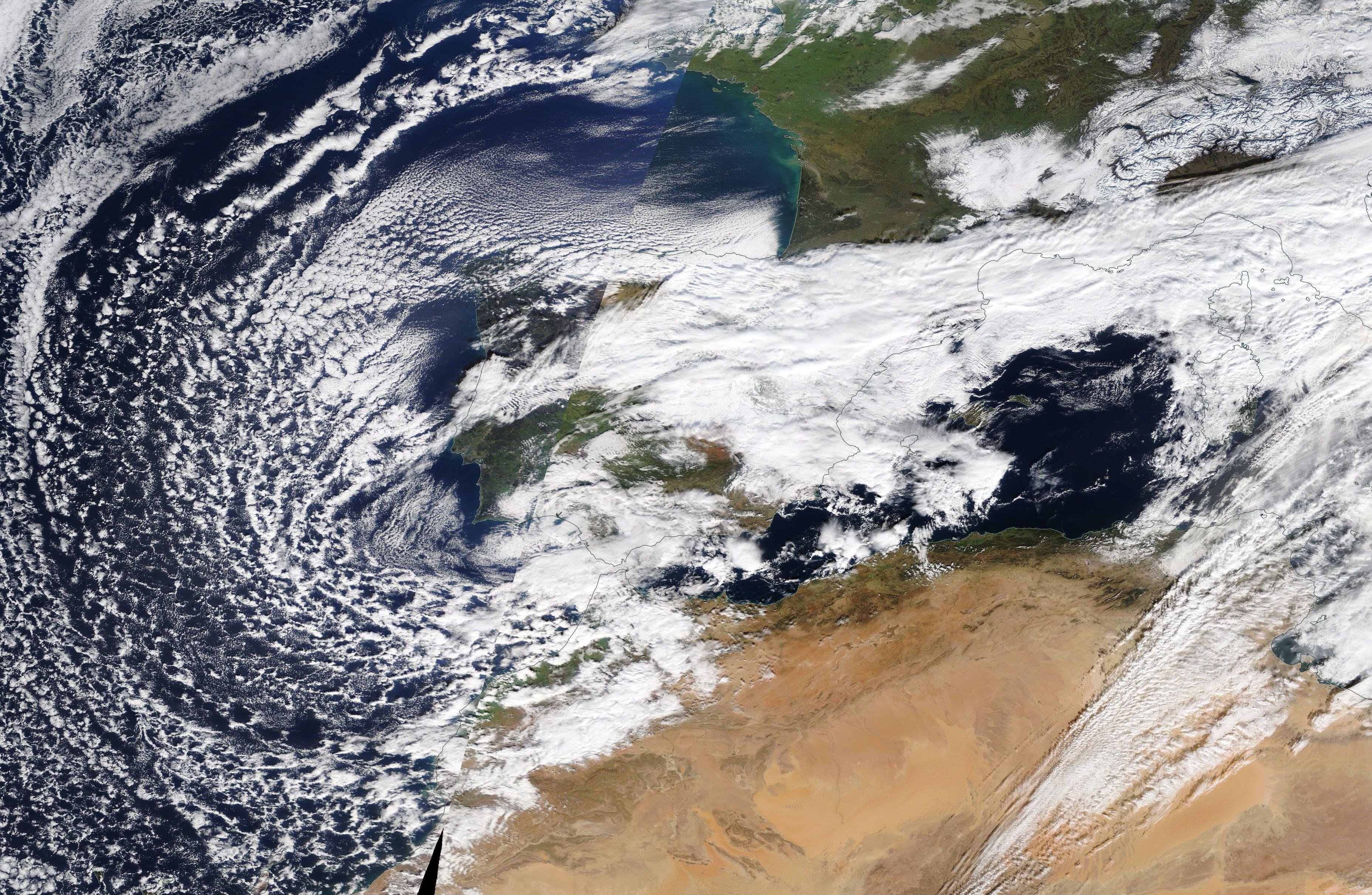
10 de janeiro
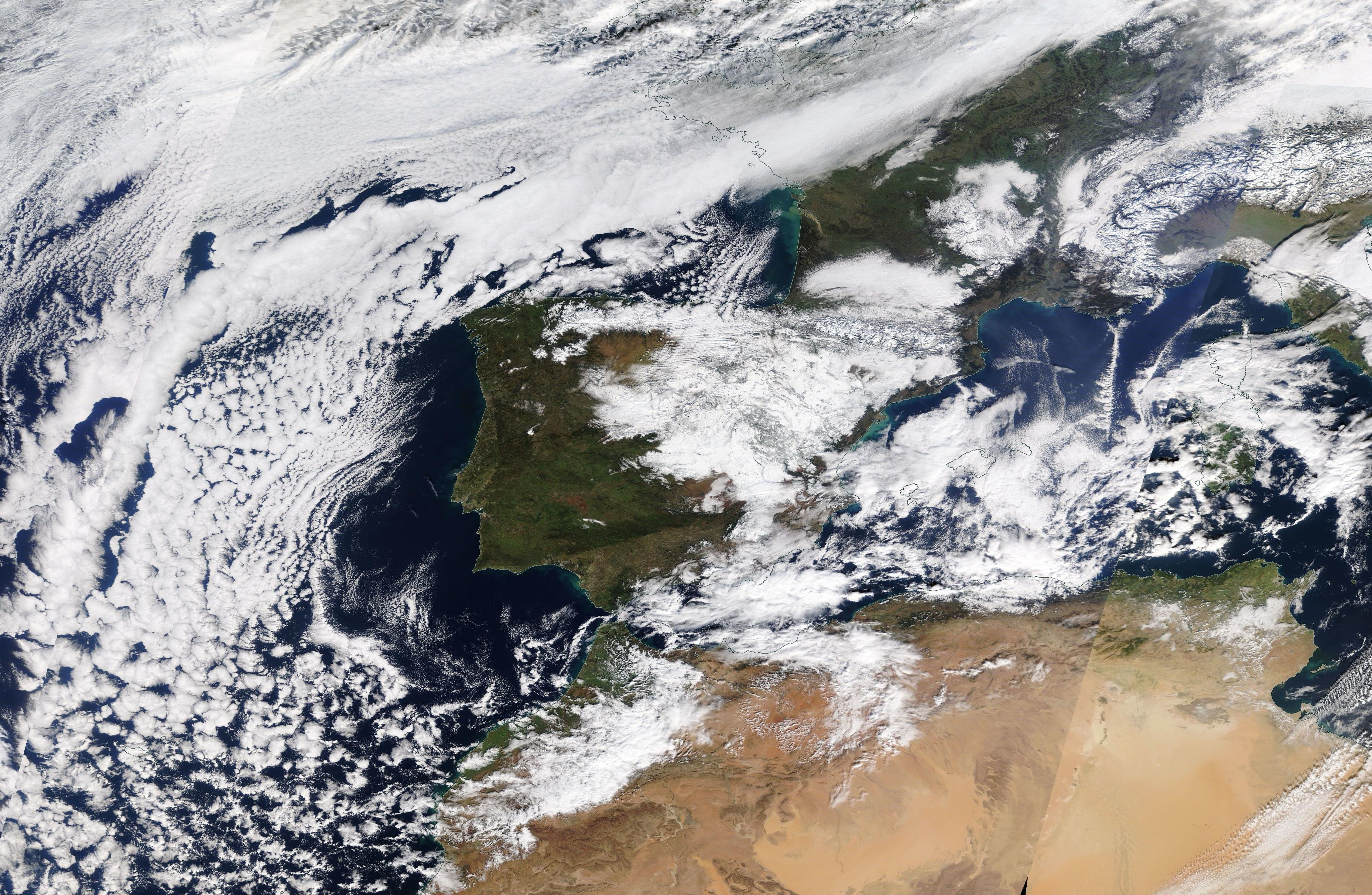
11 de janeiro

## Regiões afectadas

### Madrid

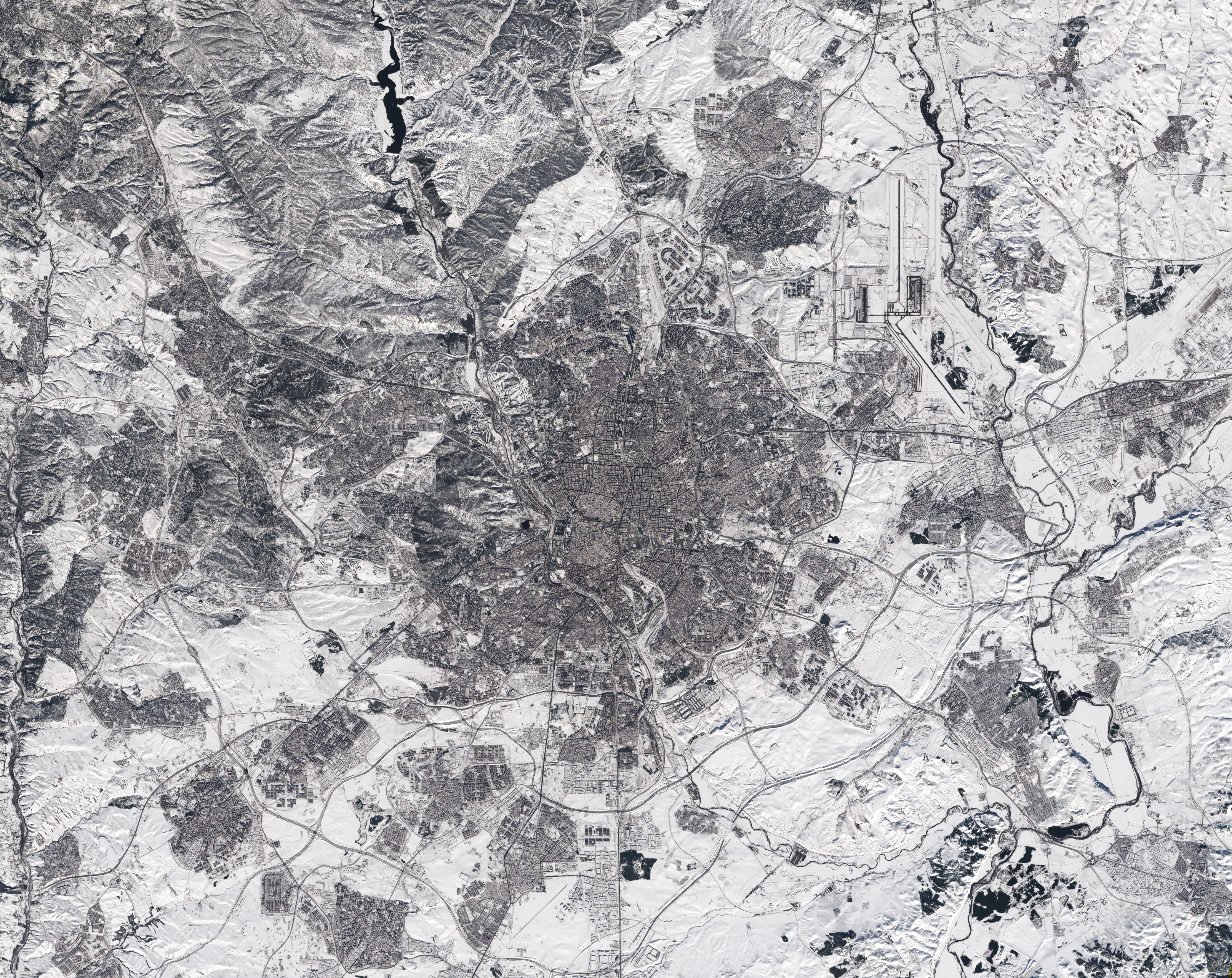
A cidade de Madrid vista desde satélite a 12 de janeiro, sepultada pela neve

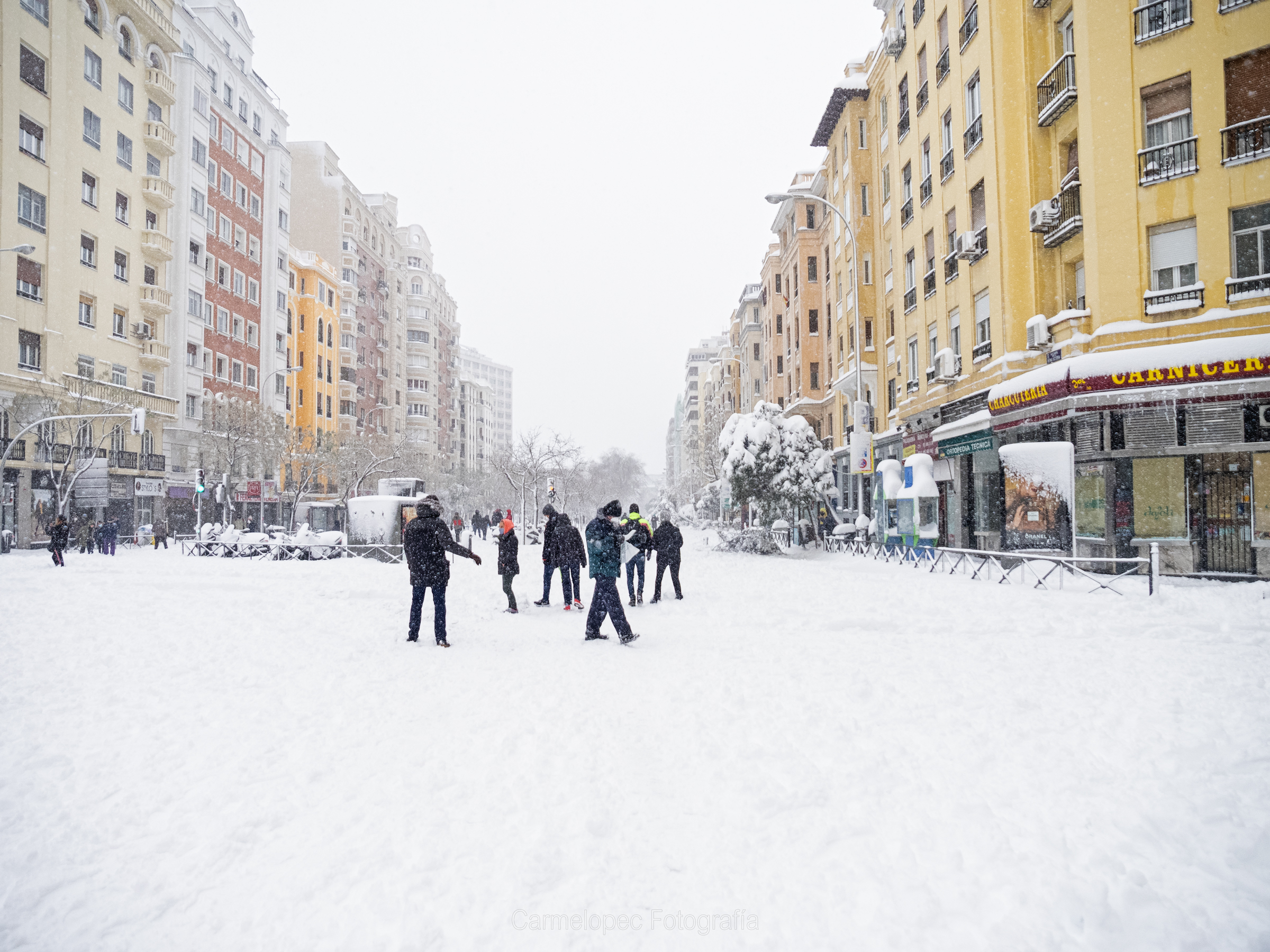
Rua madrilena sob a tempestade de neve

Duas semanas antes, o serviço estatal de meteorologia previa para os dias quinta-feira 7 e sexta-feira 8: «precipitações, em geral débil, que serão em forma de neve a qualquer cota, se esperando acumulações significativas em toda a Comunidade». Não obstante, dias antes vários experientes e meios começaram a falar de uma das nevadas mais potentes das últimas décadas.
Ante isto, as autoridades locais começaram os preparativos para evitar incidências na cidade. No dia quarta-feira 6, a Prefeitura de Madri tinha activados os planos de contingências para nevadas; ademais, de ter espalhado 350 000 quilos de sal e 75 000 litros de salmoura. O próprio prefeito da capital espanhola, Jose Luis Martínez Almeida explicou que a cidade estava preparada para resistir até 20 centímetros de neve.
Apesar das previsões, durante a sexta-feira 8 de janeiro, as nevadas produzidas pela borrasca começaram a superar todas as estimativas em todas as comunidades afectadas, incluindo a capital. No final da tarde do mesmo dia, a Comunidade de Madri e os serviços de emergência SUMMA 112 informaram que cerca de 1500 veículos tinham ficado parados nas estradas e autovias da comunidade. A nevada dificultou o resgate e a maioria teve que passar a noite encerrados em seus veículos, podendo permanecer presos até 18 horas. Na noite da sexta-feira, suspenderam-se os serviços do aeroporto Adolfo Suárez Madri-Barajas, comboios de mercadorias e caminhos-de-ferro das cercanias e autocarros da EMT em Madrid.

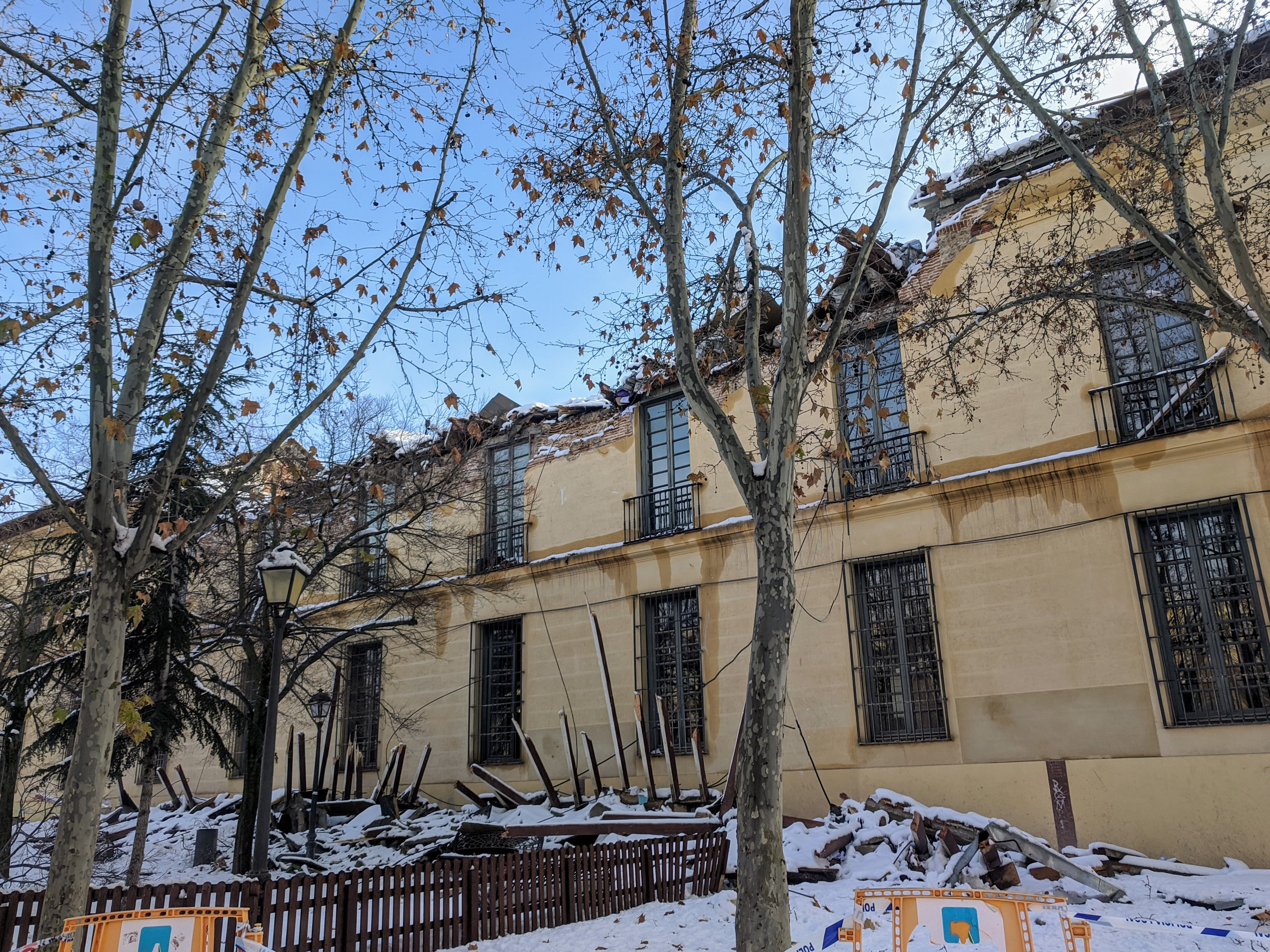
Em Aranjuez, a nevada provocou o derrube da coberta das Cocheras de la Reina Madre

As previsões pioraram hora depois de hora e a nevada continuou toda a noite. No dia sábado Madri amanheceu completamente paralisada. Os peões caminhavam pelas ruas ante a impossibilidade de mobilizar veículos particulares. Durante o dia milhares de pessoas saíram a desfrutar da incomum estampa da capital espanhola. As redes sociais difundiram imagens de pessoas fazendo esqui, snowboard, passeando em trenós de cães, protagonizando batalhas de bolas de neve ou construindo iglus no centro da cidade. Por outra parte, os principais hospitais denunciaram a impossibilidade da entrada e saída dos seus trabalhadores, muitos dos quais se viram obrigados a dobrar turnos para cobrir aos trabalhadores que não podiam chegar aos centros de saúde. Os serviços de emergência abriram os acessos aos diferentes hospitais de Madri, enquanto efectivos do exército de terra transportaram durante o sábado e domingo a 66 pacientes de diálise a diferentes hospitais da região. Em Aranjuez, com motivo da nevada, derrubou-se parte da coberta das Cocheras de la Reina Madre (Centro Cultural Isabel de Farnesio).
No sábado, a Comunidade de Madri anunciou a suspensão de atividades educativas em todos seus níveis até quarta-feira 13; não obstante, a medida estendeu-se finalmente até segunda-feira 18 para dar tempo aos trabalhos de manutenção. a 14 de janeiro José Luis Martínez-Almeida anunciou que os prejuízos económicos na capital ascendiam, segundo cálculos provisórios, a 1.398 milhões de euros, dos que 400 se correspondiam com danos em infra-estruturas municipais. Nesse mesmo dia aprovou-se, na Junta de Governo Municipal, solicitar ao Governo central a declaração da capital como zona catastrófica. A cidade de Madrid converteu-se assim no primeiro território em solicitar formalmente esta medida depois do anúncio feito no mesmo sentido por outros dirigentes políticos como a presidência da Comunidade de Madri, Isabel Díaz Ayuso, ou o presidente de Castela-Mancha, Emiliano García-Page.

### Toledo
A capital toledana sofreu uma nevada histórica da que não se tinha registo similares desde dezembro de 2009. A situação nas ruas do centro histórico implicou a intervenção da Unidade Militar de Emergências ante a impossibilidade de acesso das máquinas limpa-neves nesta zona. Pela periféria da cidade também se sucederam os destroços, sendo os maiores aqueles ocasionados pelo peso acumulado da neve que derrubou naves na rua Jarama, na zona do Polígono.
O resto da província toledana igualmente sofreu em grande parte os efeitos da nevada, com acumulações a mais de 40 cm em quase toda a sua extensão. Múltiplos municípios de La Mancha toledana ficaram sem fornecimento elétrico, como em Villamuelas.
Numa zona de Los Navalucillos (Montes de Toledo) um helicóptero da Guarda Civil teve que resgatar a um homem diabético de 64 anos que se encontrava isolado pela neve numa zona de bovinos desde 8 de janeiro.

### Teruel

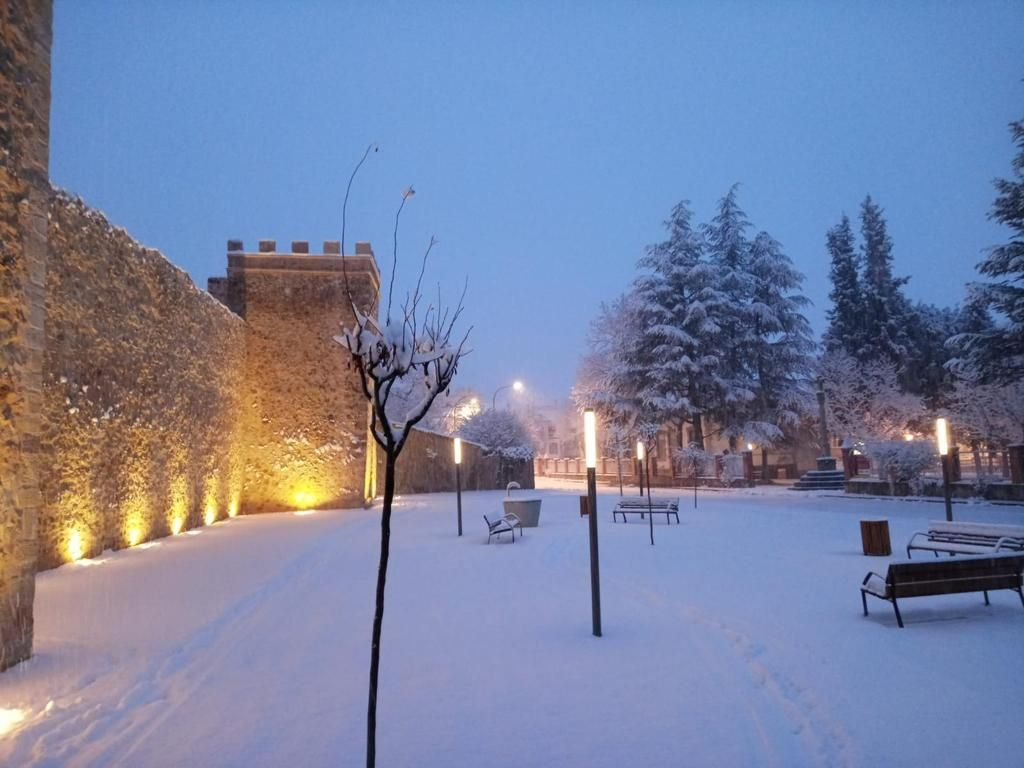
A localidade de Manzanera (província de Teruel) coberta de neve depois da passagem de Filomena

A ministra de Defesa, Margarita Robles, informou a 10 de janeiro de que se estavam a deslocar à província turolense 50 veículos do Exército, desde a base de Valência, para colaborar nos diferentes trabalhos de limpeza de ruas e eliminação do gelo. Igualmente destacou que a situação na cidade de Saragoça, ainda que em menor medida, também era complicada.
Ademais, a situação na província de Teruel foi crítica depois da passagem da borrasca pois, a 12 de janeiro, em algumas localidades como Royuela a temperatura baixou aos 29,9 graus sob zero, mínima histórica nessa população e das mais baixas em zona habitada em Espanha. As temperaturas por abaixo de 20 graus sob zero foram muito extensas em toda a província e também no Leste das de Guadalajara e Bacia, complicando ainda mais as tarefas de resgate de veículos e a limpeza de ruas.

### Saragoça
A capital de Aragão também se viu afectada pela borrasca. Segundo vários meios, a cidade recebeu a sua maior nevada desde 1932, o que causou múltiplos danos e obrigou a activar o Plano de Emergências Municipal no dia de quinta-feira. As baixas temperaturas em toda a região têm impedido os trabalhos de limpeza na cidade e outras localidades da província. Ainda que Saragoça registou temperaturas mais quentes que o resto da província (-1.ºC), várias localidades têm chegado a marcar entre -15.ºC e -10.ºC.

### Sória
Soria também tem sido afectado pela tempestade de neve, ruas, automóveis e casas têm ficado sepultados sob vários centímetros de neve. A capital de província ficou paralisada durante o fim de semana. As prefeituras começaram os trabalhos de limpeza durante o dia domingo e mantiveram-se durante a semana seguinte. Desde a segunda-feira 11, a província de Castela e Leão tem experimentado uma série de baixas temperaturas que têm afectado os trabalhos de limpeza. A madrugada do lines, Morón de Almazán registou a temperatura mais baixa de todo o país, chegando a se medir até -18.ºC. Não obstante, apesar dos danos causados por Filomena, a prefeita da localidade soriana, Milagres Tajahuerce declarou ante a imprensa que as pequenas populações estão mais acostumadas a lidar com as nevadas e limpeza que as grandes urbes "como Madri".